# Allonnes (Eure-et-Loir)
Allonnes település Franciaországban, Eure-et-Loir megyében. Lakosainak száma 319 fő (2022. január 1.). Allonnes Moutiers, Beauvilliers, Boisville-la-Saint-Père és Theuville községekkel határos.

## Népesség
A település népességének változása:
| Lakosok száma | 222  | 168  | 252  | 298  | 326  | 314  | 313  | 316  | 316  | 319  |
|               | 1968 | 1982 | 1990 | 2006 | 2013 | 2015 | 2017 | 2019 | 2020 | 2022 |